# Mezinárodní mistrovství České republiky v rallye 2013
Mediasport mezinárodní mistrovství České republiky v rallye 2013 zahrnovalo celkem sedm soutěží. Oproti roku 2012 z kalendáře zmizela Valašská rallye, která byla v roce 2013 zařazena pouze do Poháru ČR a MČRHA, do kalendáře „velkého“ mistrovství se opět vrátila v roce 2017.
Titul získal Václav Pech navigovaný Petrem Uhlem s vozem Mini Cooper S2000 1.6T před obhájcem titulu Janem Kopeckým.

## Kalendář
| Pořadí | Datum                | Soutěž                                           | Centrum        | Zařazení                       |
| ------ | -------------------- | ------------------------------------------------ | -------------- | ------------------------------ |
| 1.     | 3. 1. – 5. 1. 2013   | 30. Internationale Jänner Rallye 2013            | Freistadt      | MMČR, ME, Rakousko             |
| 2.     | 18. 4. – 20. 4. 2013 | 48. Rallye Šumava Klatovy 2013                   | Klatovy        | MMČR, CEZ                      |
| 3.     | 24. 5. – 25. 5. 2013 | 42. Rallye Český Krumlov 2013                    | Český Krumlov  | MMČR, Evropský pohár           |
| 4.     | 21. 6. – 22. 6. 2013 | 9. Agrotec Petronas Syntium Rally Hustopeče 2013 | Hustopeče      | MMČR, Pohár ČR, Evropský pohár |
| 5.     | 12. 7. – 14. 7. 2013 | 40. Rally Bohemia 2013                           | Mladá Boleslav | MMČR, Evropský pohár           |
| 6.     | 30. 8. – 1. 9. 2013  | 43. Barum Czech Rally Zlín 2013                  | Zlín           | MMČR, ME                       |
| 7.     | 4. 10. – 6. 10. 2013 | 35. Enteria Rally Příbram 2013                   | Příbram        | MMČR, DRS                      |

## Průběh sezóny

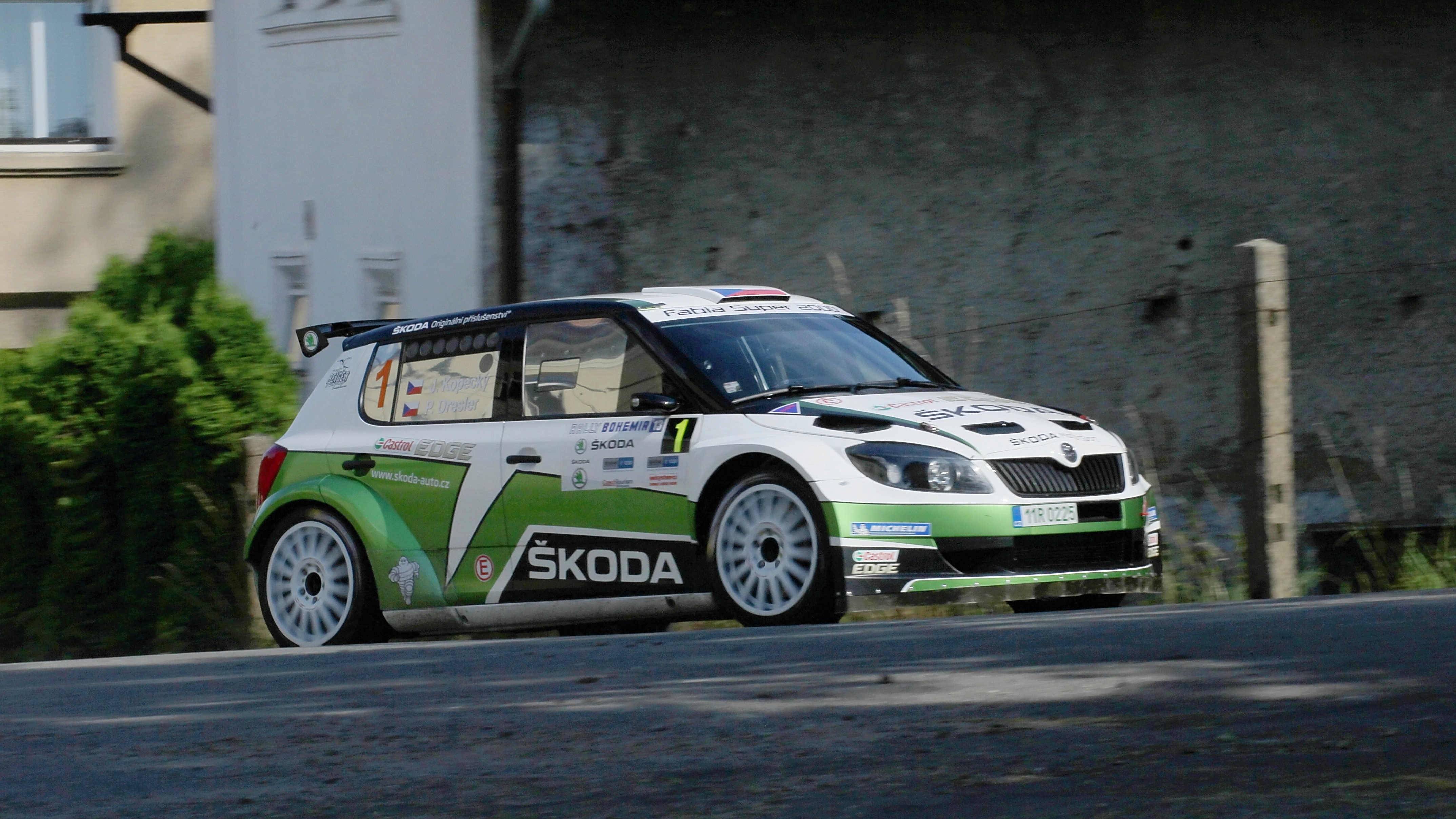
Jan Kopecký s v Fabií S2000 na Rally Bohemia 2013

Jan Kopecký zvítězil na Internationale Jänner Rallye, ale následující dva závody vynechal. Prioritou pro něj byl zisk evropského titulu. Václav Pech byl v Rakousku druhý, ale na dalších dvou závodech využil Kopeckého nepřítomnosti a z Šumavy i z Krumlova si odvezl zlato. Z vyrovnaných soubojů v Hustopečích, na Bohemii i na Barum Rally vyšel vždy vítězně Kopecký. Příbramská rallye byla předčasně ukončena po nehodě, při které zemřel spolujezdec Jan Jinderle junior. Přestože v přímém měření sil Pech Kopeckého porazit nedokázal, na konci sezóny měl pohodlný bodový náskok. Třetí se umístil Jaromír Tarabus.

## Klasifikace jezdců

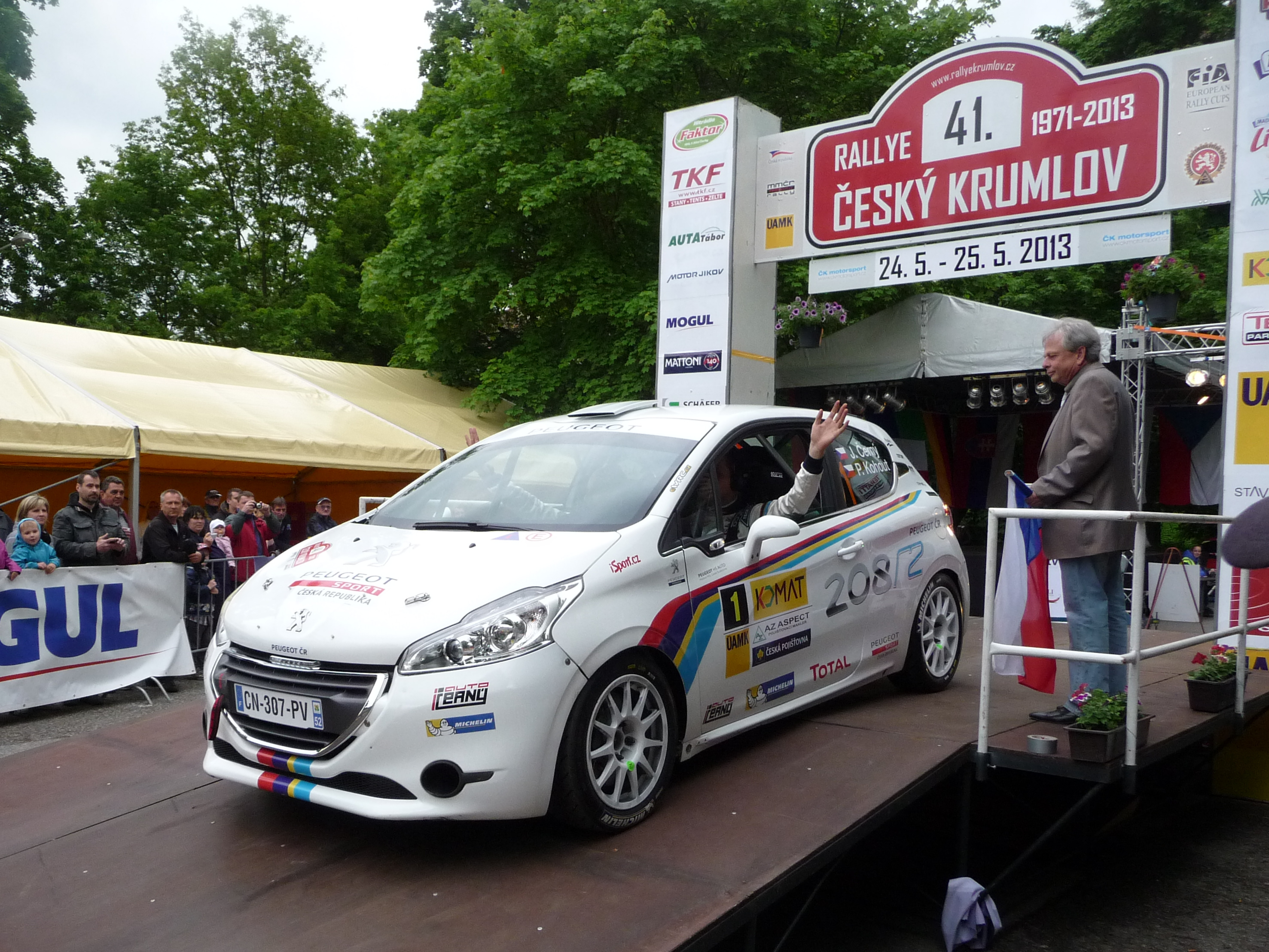
Jan Černy s Peugeotem R2 zvítězil mezi vozy s jednou poháněnou nápravou

Pořadí v první a druhé desítce absolutní klasifikace: 
| Poř. | Jezdec          | JAN   | ŠUM   | KRU   | HUS    | BOH    | BAR   | PŘÍ | Celkem |
| ---- | --------------- | ----- | ----- | ----- | ------ | ------ | ----- | --- | ------ |
| 1.   | Václav Pech     | 2. 60 | 1. 80 | 1. 80 | 2. 67  | 2. 60  | 2. 57 | -   | 347    |
| 2.   | Jan Kopecký     | 1. 80 | -     | -     | 1. 73  | 1. 80  | 1. 73 | -   | 306    |
| 3.   | Jaromír Tarabus | 4. 37 | 2. 60 | 3. 49 | 3. 49  | 4. 37  | 3. 43 | -   | 238    |
| 4.   | Roman Kresta    | -     | -     | 2. 60 | -      | 3. 49  | 4. 34 | -   | 143    |
| 5.   | Roman Odložilík | 6. 24 | 3. 46 | R     | 5. 32  | 5. 30  | -     | -   | 132    |
| 6.   | Jan Jelínek     | -     | 4. 42 | 4. 39 | 4. 39  | R      | R     | -   | 120    |
| 7.   | Vojtěch Štajf   | -     | 5. 32 | 6. 24 | 6. 26  | 7. 17  | R     | -   | 99     |
| 8.   | Jaroslav Orsák  | 3. 46 | -     | -     | -      | -      | 6. 26 | -   | 72     |
| 9.   | Radek Mifka     | 7. 19 | 8. 18 | 7. 23 | R 2    | 10. 10 | -     | -   | 72     |
| 10.  | Pavel Valoušek  | 5. 35 | -     | -     | -      | -      | 7. 34 | -   | 69     |
| 11.  | Jan Černý       | R 10  | 10. 7 | 8. 16 | 12. 10 | 14. 2  | 10. 8 | -   | 51     |
| 12.  | Jan Dohnal      | -     | -     | 5. 32 | -      | R 4    | -     | -   | 36     |
| 13.  | Jan Votava      | -     | 6. 24 | R     | -      | 12. 5  | R 1   | -   | 30     |
| 14.  | Josef Peták     | -     | 9. 11 | 10. 8 | 9. 10  | R      | R     | -   | 29     |
| 15.  | Věroslav Cvrček | -     | -     | -     | -      | 6. 24  | -     | -   | 24     |
| 16.  | Antonín Tlusťák | R 1   | -     | R     | -      | -      | 8. 22 | -   | 23     |
| 17.  | Karel Trojan    | -     | 7. 21 | -     | -      | -      | -     | -   | 21     |
| 18.  | Egon Smékal     | -     | 11. 5 | 11. 5 | R      | 9. 9   | 14. 2 | -   | 21     |
| 19.  | Lumír Firla     | 8. 12 | -     | -     | -      | -      | 11. 6 | -   | 18     |
| 20.  | Václav Dunovský | -     | R     | R     | 10. 11 | 11. 6  | -     | -   | 17     |